# Ray Kroc
Raymond Albert Kroc (5 d'octubre de 1902 - 14 de gener de 1984) fou un magnat estatunidenc del menjar ràpid. Va unir-se a la companyia californiana McDonald's el 1954, després que els germans McDonald haguessin establert sis franquícies a partir del restaurant original a San Bernardino que fundaren el 1940. Això va preparar-los per una expansió nacional amb l'ajut de Kroc, i en 1961 va comprar la companyia per 2,7 milions de dòlars, i acabaria duent-la a ser una franquícia global, la corporació de menjar ràpid amb més èxit del món. Kroc va ser inclòs a la llista de les 100 persones més importants del segle de la revista Time i va amassar una fortuna multimilionària durant la seva vida. Va ser propietari de l'equip de beisbol San Diego Padres del 1974 al 1984, quan va morir.

## Biografia
Kroc va néixer el 5 d'octubre de 1902 a Oak Park, Illinois, prop de Chicago, de pares txeco-americans, Rose Mary [ nascuda Hrach] (1881–1959) i Alois Louis Kroc (1879–1937). Alois va néixer a Horní Stupno, part de Břasy prop de Rokycany. El pare de Rose, Vojtěch, era de Ševětín i el seu avi matern Josef Kotilínek era de Bořice. Després d'emigrar a Amèrica, Alois va fer una fortuna especulant amb la terra durant la dècada del 1920, només per perdre-ho tot amb la caiguda de la borsa el 1929.
Durant la Primera Guerra Mundial, Kroc va mentir sobre la seva edat i es va convertir en conductor d'ambulància de la Creu Roja als 15 anys. La guerra va acabar poc després que ell es va allistar. Durant la Gran Depressió, Kroc va treballar en diverses feines venent gots de paper, com a agent immobiliari a Florida i, de vegades, tocant el piano en bandes.

## McDonald's

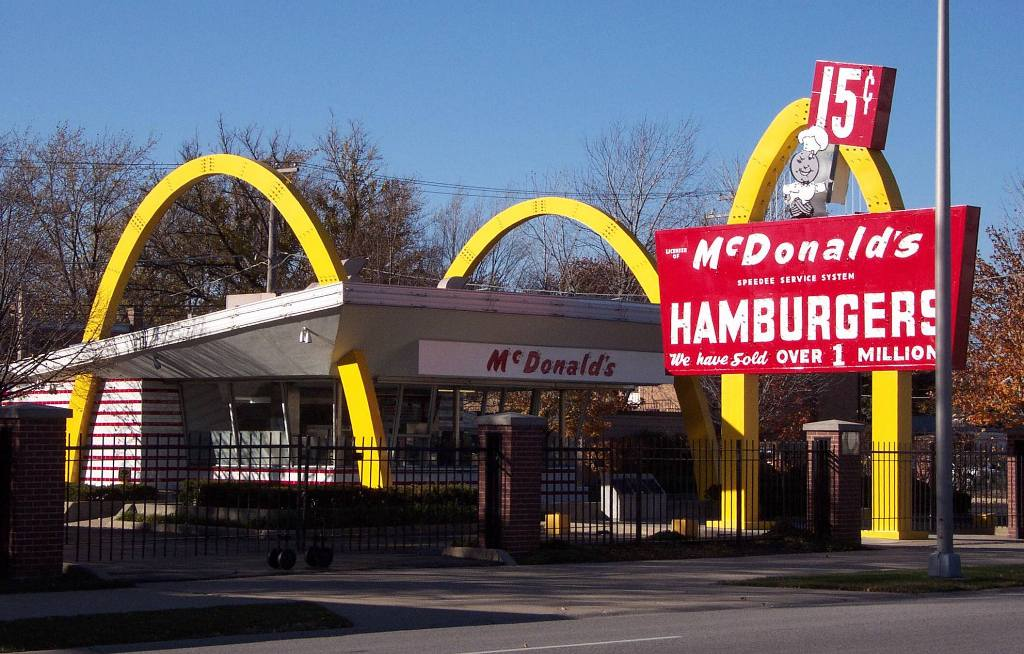
El primer restaurant de Ray Kroc (novè McDonald's), que va obrir l'abril de 1955 a Des Plaines, Illinois

Després de la Segona Guerra Mundial, Kroc va trobar feina com a venedor de batedors de batuts per al fabricant d'equips de servei d'alimentació Prince Castle. Quan les vendes de batedors Prince Castle van caure en picat a causa de la competència dels productes de Hamilton Beach de baix preu, Kroc va quedar impressionat per Richard i Maurice McDonald, que havien comprat vuit dels seus batedors per al seu restaurant a San Bernardino, Califòrnia, i els van visitar el 1954.
Després de finalitzar un acord de franquícia amb els germans McDonald, Kroc va enviar una carta a Walt Disney. S'havien conegut com a aprenents d'assistent d'ambulància a Old Greenwich, Connecticut, durant la Primera Guerra Mundial. Kroc va escriure: «Recentment m'he fet càrrec de la franquícia nacional del sistema McDonald's. M'agradaria preguntar si hi pot haver una oportunitat per a un McDonald's a el teu desenvolupament de Disney». Segons un relat, Disney va acceptar però amb una estipulació per augmentar el preu de les patates fregides de deu cèntims a quinze cèntims, permetent-se el benefici. Kroc es va negar, deixant que Disneyland obrís sense un restaurant McDonald's. L'escriptor Eric Schlosser, que escriu al seu llibre Fast Food Nation, creu que es tracta d'un relat falsificat de la transacció per part d'alguns executius de màrqueting de McDonald's. Molt probablement, la proposta va ser retornada sense aprovació.
Kroc va fer una sèrie de canvis innovadors en el model de franquícia de serveis d'alimentació. El principal d'ells era la venda de franquícies d'una sola botiga en comptes de vendre franquícies territorials més grans, que era habitual a la indústria en aquell moment. Kroc va reconèixer que la venda de llicències exclusives per a grans mercats era la manera més ràpida per a un franquiciador de guanyar diners, però també va veure en la pràctica una pèrdua en la capacitat del franquiciador d'exercir control sobre el curs i la direcció del desenvolupament d'una cadena. Per sobre de tot, i d'acord amb les obligacions contractuals amb els germans McDonald, Kroc volia uniformitat en el servei i qualitat entre totes les ubicacions de McDonald's. Sense la capacitat d'influir en els franquiciats, Kroc sabia que seria difícil assolir aquest objectiu. En concedir a un franquiciat el dret a només una botiga a la vegada, Kroc va conservar per a la franquícia una mica de control sobre el franquiciat, o almenys aquells que desitgen tenir algun dia els drets d'una altra botiga.
Kroc es va frustrar amb el desig dels germans McDonald de mantenir un petit nombre de restaurants. Els germans també li van dir constantment a Kroc que no podia fer canvis a coses com ara el pla original, però malgrat les peticions de Kroc, els germans mai van enviar cap carta formal que permetés legalment els canvis a la cadena. El 1961, va comprar l'empresa per 2,7 milions de dòlars, calculats per assegurar-se que cada germà rebés 1 milió de dòlars després d'impostos. L'obtenció dels fons per a la compra va ser difícil a causa del deute existent per l'expansió. No obstant això, Harry Sonneborn, a qui Kroc es referia com el seu assistent financer, va poder recaptar els fons necessaris.
En el tancament, Kroc es va molestar perquè els germans no li van transferir els béns immobles i els drets de la ubicació original de San Bernardino. Els germans havien dit a Kroc que donaven l'explotació, la propietat i tot, als empleats fundadors. Emprenyat, Kroc va obrir més tard un nou restaurant McDonald's a prop del McDonald's original, que havia estat rebatejat com a Big M perquè els germans s'havien descuidat de conservar els drets del nom. La Big M va tancar més tard. S'afirma que, com a part de la compra, Kroc es va comprometre, basant-se en un acord d'encaixada de mans, continuar amb la regalia anual de l'1% de l'acord original, però no hi ha proves d'això més enllà d'una reclamació d'un nebot dels germans McDonald. Cap dels germans va expressar públicament la seva decepció per l'acord. Parlant amb algú sobre la compra, Richard McDonald va dir que no es penedeix.
Kroc va mantenir la línia de muntatge Speedee Service System per a la preparació d'hamburgueses que van introduir els germans McDonald el 1948. Va estandarditzar les operacions, assegurant que cada hamburguesa tindria el mateix gust a tots els restaurants. Va establir regles estrictes per als franquiciats sobre com s'havia d'elaborar el menjar, la mida de les porcions, els mètodes i els temps de cocció i l'embalatge. Kroc també va rebutjar mesures de reducció de costos com l'ús de farcit de soja a les hamburgueses. Aquestes regles estrictes també s'aplicaven als estàndards d'atenció al client amb instruccions de retornar els diners als clients, les comandes dels quals no eren correctes o als clients que havien d'esperar més de cinc minuts pel menjar.
En el moment de la mort de Kroc el 1984, McDonald's tenia 7.500 punts de venda als Estats Units i a 31 països i territoris més. Les vendes totals de tot el sistema dels seus restaurants van ser de més de 8.000 milions de dòlars el 1983, i la seva fortuna personal va pujar a uns 600 milions de dòlars.

## Beisbol
Kroc es va retirar de dirigir McDonald's el 1973. Mentre buscava nous reptes, va decidir tornar al beisbol, el seu esport favorit de tota la vida, quan va saber que els San Diego Padres estaven a la venda. L'equip havia estat venut condicionalment a Joseph Danzansky, propietari d'una cadena de queviures de Washington, DC, que tenia previst traslladar els Padres a Washington. No obstant això, la venda va quedar lligada a les demandes quan Kroc va comprar l'equip per 12 milions de dòlars, mantenint l'equip a San Diego. En el primer any de propietat de Kroc el 1974, els Padres van perdre 102 partits però van aconseguir més d'un milió d'assistents, l'estàndard de l'èxit de taquilla a les lligues principals durant aquella època. La seva xifra d'assistència més alta anterior havia estat de 644.772 el 1972. El San Diego Union va dir que Kroc era sobretot, un fan del seu equip.
El 9 d'abril de 1974, mentre els Padres estaven a punt de perdre una decisió de 9–5 davant els Houston Astros en l'inici de la temporada al San Diego Stadium, Kroc va agafar el micròfon de megafonia davant de 39.083 aficionats. «Mai havia vist un joc de pilota tan estúpid a la meva vida», va dir. La multitud va aplaudir en senyal d'aprovació. El 1979, l'interès públic de Kroc pels futurs jugadors d'agent lliure Graig Nettles i Joe Morgan va suposar una multa de 100.000 dòlars del comissari Bowie Kuhn. Frustrat amb l'equip, va lliurar les operacions de l'equip al seu gendre, Ballard Smith. «Hi ha més futur a les hamburgueses que al beisbol», va dir Kroc.
Després de la seva mort, els Padres l'any 1984 van portar un pegat especial amb les inicials de Kroc: RAK. Van guanyar el banderí de la Liga Nacional aquell any contra els Chicago Cubs de la seva ciutat natal i van jugar a la Sèrie Mundial de 1984, que van perdre davant els Detroit Tigers. Kroc va ser incorporat pòstumament com a part de la classe inaugural del Saló de la Fama dels Padres de San Diego el 1999.

## Vida personal
La Fundació Kroc va donar suport a la investigació, el tractament i l'educació sobre diverses condicions mèdiques, com l'alcoholisme, la diabetis, l'artritis i l'esclerosi múltiple. És conegut per establir la Ronald McDonald House, una organització sense ànim de lucre que ofereix habitatge gratuït als pares a prop d'instal·lacions mèdiques on els fills reben tractament.
El 1973, Kroc va rebre el premi Golden Plate de l’American Academy of Achievement.
Kroc, republicà de tota la vida, creia fermament en l'autosuficiència i es va oposar fermament al benestar del govern i al New Deal. Kroc va donar 255.000 dòlars a la campanya de reelecció de Richard Nixon l'any 1972, i va ser acusat, en particular pel senador Harrison Williams, de fer la donació per influir en Nixon a vetar una factura del salari mínim que passava pel Congrés.
Els dos primers matrimonis de Kroc amb Ethel Fleming (1922–1961) i Jane Dobbins Green (1963–1968) van acabar en divorci. Kroc i Fleming es van conèixer el 1919, es van enamorar abans de casar-se el 1922 i després es van traslladar a Chicago, Illinois. La seva filla Marilyn va néixer el 1924. La seva tercera esposa, Joan Kroc, va ser una filantropa que va augmentar significativament les seves contribucions benèfiques després de la mort de Kroc. Va donar a diverses causes, com ara la promoció de la pau i la no proliferació nuclear. A la seva mort el 2003, la seva propietat restant de 2.700 milions de dòlars es va distribuir entre diverses organitzacions sense ànim de lucre, inclosa una donació de 1.500 milions de dòlars a Exèrcit de Salvació per construir 26 centres Kroc, juntament amb una donació de 200 milions de dòlars a National Public Radio, ja que creia profundament en el poder de la ràdio pública. A més d'això, també va fer donacions a centres comunitaris que donen servei als barris socialment desfavorits de tot el país.
El 1980, després d'un ictus, va ingressar a un centre de rehabilitació d'alcoholèmia. Va morir quatre anys després d'una insuficiència cardíaca en un hospital de San Diego, Califòrnia, el 14 de gener de 1984, als 81 anys i va ser enterrada al Parc Memorial El Camino a Sorrento Valley, San Diego.

## En la cultura popular
L'adquisició per part de Kroc de la franquícia de McDonald's, així com les seves tàctiques empresarials a l'estil Kroc són el tema de la cançó de 2004 de Mark Knopfler Boom, Like That.
Kroc va ser coautor del llibre Grinding It Out, publicat per primera vegada el 1977 i reeditat el 2016; va servir de base per a una pel·lícula biogràfica sobre Kroc.
Michael Keaton va interpretar a Kroc a la pel·lícula de John Lee Hancock del 2016 El fundador. La descripció de la pel·lícula del desenvolupament de la franquícia de Kroc, l'expansió a nivell nacional i l'adquisició definitiva de McDonald's, va oferir una visió crítica del seu tractament dels germans fundadors de McDonald.
Kroc apareix a la sèrie documental The Food That Built America al canal History.
Kroc va aparèixer al programa de ràdio de la BBC World Service de Tim Harford 50 Things That Made the Modern Economy a l'episodi Franquícia de menjar ràpid, que representa el boom que el seu model de franquiciat va proporcionar a la indústria del menjar ràpid.